# Андрій Кіофу
Андрій Кіофу (рум. Andrei Ciofu; нар. 31 травня 1994, Пирлиця, Сороцький район, Молдова) — молдовський футболіст, вінґер. Має також громадянство Румунії.

## Клубна кар'єра
Вихованець академії «Зімбру». На дорослому рівні виступав у молдовських клубах «Мілсамі», «Костулень», «Академія» (Кишинів) та «Сперанца» (Ніспорени).
У 2017 році переїхав до Литви, де виступав за «Атлантас». У футболці клайпедського колективу провів 28 поєдинків в А-лізі та відзначився 1-м голом. У 2018 році виступав у грецькій «Спарті» та болгарській «Вереї». 
У 2019 році став гравцем «Стумбраса». За нову команду дебютував 2 березня 2019 року в поєдинку першого туру чемпіонату проти «Паневежиса», в якому відзначився гольовою передачею.
Влітку 2019 року підсилив «Паневежис», де отримав футболку з 11-м ігровим номером. За команду зіграв 8 матчів у вищому дивізіоні литовського футболу, в яких відзначився 1-м голом. У січні 2020 року стало відомо, що Андрій залишає «Паневежис».
28 вересня 2020 року підписав контракт з польським клубом «Олімпія» (Грудзьондз).

## Кар'єра в збірній
Виступав за юнацькі та молодіжну збірну Молдови.

## Досягнення
«Мілсамі»
- Кубок Молдови
  -  Володар (1): 2011/12

- Суперкубок Молдови
  -  Володар (1): 2012